# Provincia de Tosa
Tosa (土佐国; Tosa no kuni) era una antigua provincia de Japón, situada en la actual prefectura de Kōchi, en la isla de Shikoku. Tosa limitaba con las provincias de Iyo y Awa.
La antigua capital estaba cerca de la moderna Nankoku. Tosa estaba gobernada por el clan Chosokabe, que la perdió tras la batalla de Sekigahara, siendo confiada a Yamanouchi Kazutoyo.
Tosa era una provincia relativamente pobre, y carecía de un castillo resistente incluso bajo el mandato de los Chosokabe. Después de Sekigahara, se establece la ciudad-castillo de Kochi, que sigue siendo la ciudad principal en la actualidad.
Sakamoto Ryoma, de la era Bakumatsu, nació en Tosa.